# Grafton (Nyugat-Virginia)
Grafton város az USA Nyugat-Virginia államában, Taylor megyében, melynek megyeszékhelye is. Nevét Augustus Henry FitzRoy, Grafton 3. hercege után kapta, aki Nagy-Britannia miniszterelnöke volt 1768-1770 között. Lakosainak száma 4722 fő (2020. április 1.).

## Népesség
A település népességének változása:
| Lakosok száma | 891  | 5489 | 5164 | 4722 |
|               | 1860 | 2000 | 2010 | 2020 |